# إيليا الحيري
ايليا الحيري هو اسقف اصله من الحيرة، درس في نصيبين وهو صاحب دير مار إيليا، عاش 30 سنة من حياته في جبل الأزل (إيزلا)، ثم انتقل إلى القدس لزيارة الأماكن المقدسة ثم إلى مصر ليعود بعدها إلى الموصل لتأسيس ديره.